# Tierras altas Haskard
Las tierras altas Haskard son una serie de picos y crestas ubicados al noroeste de la cordillera Los Menucos, entre el glaciar Blaiklock y el glaciar Stratton, en la Antártida. La altura máxima se sitúa en el monte Weston, con una altitud de 1210 m s. n. m.
Ubicación
Están ubicadas al este de la barrera de hielo Filchner-Ronne, en proximidades del borde costero del mar de Weddell (en su porción congelada permanentemente), en el sector nororiental de la llamada Tierra de Edith Ronne. Se encuentran en las coordenadas: 80°30′S 29°15′W, al oeste de los nunataks Lagrange y al noroeste de las colinas Fuchs.
Historia y toponimia
Las tierras altas Haskard fueron identificadas por primera vez en 1957 por la Expedición Fuchs-Hillary, denominada oficialmente «Expedición Trans-Antarctica de la Commonwealth». Una década después, fueron fotografiadas desde el aire por la Marina de los EE. UU. en 1967. Al año siguiente se inició un estudio del tema por parte del British Antarctic Survey (BAS) el cual concluyó en el año 1971 cuando el comité de topónimos antárticos del Reino Unido las bautizó como Tierras Altas Haskard, en honor a Sir Cosmo Haskard, gobernador del Territorio Británico de Ultramar de las Islas Malvinas en el período 1964-70, por lo cual, etimológicamente su toponimia es un epónimo.
Jurisdicción
Se sitúan en el sector de la Antártida reclamado por la Argentina, al que denomina Antártida Argentina e incluye en el departamento Antártida Argentina de la provincia de Tierra del Fuego, Antártida e Islas del Atlántico Sur. De igual manera, también se sitúa dentro del sector reclamado por el Reino Unido (Territorio Antártico Británico). Ambos, al igual que todos los reclamos de soberanía antártica, se encuentran en suspenso por la aplicación del artículo 4 del Tratado Antártico.
Geología
Geológicamente forman parte del Cratón de la Antártida Oriental. Si se tienen en cuenta los sectores de soberanía reclamada, aquí se dataron las rocas más antiguas de la Argentina, con edades de 2700±100Ma, siendo además las únicas rocas arquenas de ese país.